# 小野真弓
小野 真弓（おの まゆみ、1981年3月12日 - ）は、日本の女優・タレント・グラビアアイドル・歌手である。千葉県流山市出身。血液型はO型。サンミュージックプロダクション所属。十文字学園女子大学短期大学部卒業。

## 来歴
- 1998年、サンミュージックグループの新人タレントオーディションに合格。サンミュージックブレーンに所属しレッスンを経て芸能活動開始。
- 初期には井村有希、猪浦里沙とともに、『リアリー・オムレット・パズル』を結成、アミューズメントテーマパーク『ジョイポリス』のキャンペーンガールを務めたこともある。
- 2002年からの、消費者金融・アコムのCMで明るく爽やかな女子社員役を演じて話題となり、全国的な知名度を獲得する。同アコムのコピーをもじった「はじめての××〜」をキャッチコピーとした写真集やDVDを発売。ドラマでもゲスト出演を経てレギュラーへ、また一方では映画や舞台へと活動範囲を一気に拡大した。なお、同コマーシャルにおいて小野は、初めの頃は制服に「佐藤」と表示された名札を着けて登場していたが、自身の知名度上昇に伴い「小野」の名札を着けて登場するようになった。CMを見て実在の社員だと思い込んだ視聴者からアコムに「あの女性(小野)はどこの支店の社員なのか？」といった問い合わせがあったり、小野が街を歩いている際にCMを見ていた視聴者から所属支店を尋ねられ、やむをえず「四谷」（サンミュージックの事務所があるため）と答えたことがあるという[1]。
- 2004年3月17日、尾崎亜美プロデュースでCDデビュー。
- 2006年頃から、社会人野球のクラブチーム『千葉熱血MAKING』のマスコットガールを務めている。
- 2006年9月、パプアニューギニア親善大使に就任。
- 2010年、第65回国民体育大会「ゆめ半島千葉国体」　総合開会式のオープニングプログラムおよび式典後プログラムの司会、総合閉会式のオープニングアトラクションの司会を務める。

## 人物
消費者金融のCM出稿量がピークに達していた時期の2002年にアコムのCMに出演し、またたく間に大ブレイクした。バラエティやドラマに引っ張りだこになり、当時出演していたCMは12本、写真集は19冊にのぼった。当時の最高月収は約700万円で、それまではアルバイトをして何とかやりくりしていたが、突然大金が振り込まれてくるようになったため、金遣いが一気に荒くなった。2023年6月、『ぽかぽか』（フジテレビ系）にゲストとして出演した小野は20代に売れっ子だった頃の金遣いの荒さについて「どうかしてましたね」と振り返っている。
トリマーや動物介護士の資格を所有する。田舎暮らしに憧れ千葉県木更津市の一軒家を購入し、2019年4月に東京から移住した。現在、自宅に犬と猫が2匹ずついるほか、近所の捨て猫を拾って保護するなど動物に囲まれる日々を送っており、服もパジャマやワークマンで購入した物を活用、自身を「木更津の動物ババア」と称している。

## 出演

### テレビドラマ
- はぐれ刑事純情派第12シリーズ（1999年、テレビ朝日・東映） - ウェイトレス 役 ※デビュー作
- 連続テレビ小説 さくら（2002年、NHK総合テレビ） - 神山養魚所を取材に来た『週刊 ミーハーライフ』の女性雑誌記者 役
- 土曜ワイド劇場（テレビ朝日）
  - 「おばはん刑事!流石姫子7・横浜港 涙の連続殺人」（2002年9月7日） - デパート店員 役
  - 「温泉(秘)大作戦7」（2009年2月21日、朝日放送） - 城ノ内沙紀 役
  - 「検事・朝日奈耀子7・生きたまま死後硬直!?」（2009年3月7日） - 中川由利子 役
  - 「司法教官・穂高美子」（2011年9月3日） - 平石奈津子 役
  - 「私は代行屋!」（2012年） - 広瀬瑞希 役
  - 「西村京太郎トラベルミステリー59・終着駅殺人事件」（2013年1月5日） - 橋口まゆみ 役
  - 「警視庁捜査一課長2・〜ヒラから成り上がった最強の刑事」（2013年8月3日） - 高近樹里 役
- 最後の弁護人 第1話（2003年1月15日、日本テレビ） - 良子の同僚 役
- ムコ殿2003（2003年4月17日 - 6月26日、フジテレビ系） - 北絵の同僚スチュワーデス 役
- 独身3!! 初回（2003年、テレビ朝日） - 小宮 役
- 共犯者（2003年10月15日 - 12月17日、日本テレビ） - 矢野沙織 役
- 火曜サスペンス劇場「迂回路」（2003年、日本テレビ） - 宝石店の店員 役
- 愛の劇場（TBS）
  - 「コスメの魔法」（2004年） - 水野まゆみ 役
  - 「コスメの魔法2」（2005年） - 水野まゆみ 役
  - 「砂時計」（2007年3月 - ） - 進藤あかね 役
- 月曜ミステリー劇場→月曜ゴールデン（TBS）
  - 「長く孤独な誘拐」（2004年2月2日） - 野村恭子 役
  - 「深追い」（2005年11月7日）
  - 「探偵 左文字進12・凶器の隠し場所」（2008年6月16日）
  - 「浅見光彦シリーズ28・高千穂伝説殺人事件」（2009年10月5日）
  - 「ヤメ判 新堂謙介 殺しの事件簿」（2011年4月4日）
  - 「ホームドクター・神村愛〜看取りの事件カルテ〜」（2012年4月9日）
  - 「世直し公務員ザ・公証人11」（2014年4月14日） - 長谷部美佳 役
  - 「駅弁刑事・神保徳之助8」（2014年5月5日） - 福留麻利子 役
- 水曜プレミア「大都会の女たち」（2004年、TBS） - 夫に先立たれた二児の母 役
- 引越しの日に出会った（2004年、読売テレビ）
- 恋のから騒ぎ10周年記念ドラマスペシャル「三十路の女」（2004年9月25日、日本テレビ） - 横山麻美 役
- ほんとにあった怖い話第2シリーズ 第9話「老婆の伝言」（2004年、フジテレビ） - 佐藤真希 役
- 負け犬の遠吠え（2005年、日本テレビ） - 中野真奈美 役
- 冬のユリゲラー（2005年、フジテレビ）
- ミンティエンジェン（2005年、読売テレビ） - 明天見 や
- 金曜ドラマ 「夜王〜YAOH〜」 第2話・第9話（2006年1月20日・3月10日、TBSテレビ） - メロン 役
- 特命係長 只野仁SP '06「高級レストランとおふくろの味」（2006年9月23日、テレビ朝日） - 倉沢雪乃 役
- 百鬼夜行抄（2007年3月10日、日本テレビ） - 吉川ルミ 役
- 未来講師めぐる（2008年1月18日、テレビ朝日）
- 福岡恋愛白書3〜ふたつのLove Story〜 #01「ウイニングボールの行方」（2008年2月8日、九州朝日放送） - 斉藤亜沙美 役
- 7人の女弁護士 第2シリーズ 第5話（2008年5月8日、テレビ朝日） - 飯沼さなえ 役
- 本当と嘘とテキーラ（2008年5月28日、テレビ東京）
- コンカツ・リカツ（2008年4月3日 - 5月22日、NHK総合テレビ） - 中谷結衣 役
- アタシんちの男子 第3話（2009年4月28日、フジテレビ） - 吉田真央 役
- 金曜プレステージ（フジテレビ）
  - 「山村美紗サスペンス赤い霊柩車24 死者からの贈り物」（2009年6月5日） - 小田夕子 役
  - 「所轄刑事7」（2012年7月27日） - 和泉早苗 役
  - 「小京都連続殺人事件×外科医 鳩村周五郎」（2013年10月18日） - 宮本友紀 役
- アンタッチャブル〜事件記者・鳴海遼子〜 第3話（2009年10月30日、朝日放送・テレビ朝日）
- あり得ない! 第1話「父さんの殺人」(2010年1月13日、毎日放送）
- 新・警視庁捜査一課9係 season2 第8話（2010年8月18日、テレビ朝日） - 相沢二葉 役
- 東海テレビ制作昼の帯ドラマ（東海テレビ）
  - 天使の代理人（2010年9月6日 - ） - 助産師・石森珠代 役
  - さくら心中（2011年2月23日(第8週) - ） - 押川豊子 役
  - 七人の敵がいる!〜ママたちのPTA奮闘記〜（2012年） - 五十嵐礼子 役
  - 天国の恋（2013年） - 海老原日菜子 役
  - 明日もきっと、おいしいご飯〜銀のスプーン〜（2015年）- 一柳志穂 役
- FACE MAKER 第12話（2010年12月23日、読売テレビ） - 狭川真由美 役
- 怪盗ハンサム（2011年7月29日、東海テレビ）
- 科捜研の女（テレビ朝日）
  - season11 第9話（2011年12月15日） - 梓麻衣 役
  - season13 第12話（2014年2月13日） - 水沢香澄 役
  - season18 第2話（2018年10月25日） - 伊藤佳美 役
- 水曜ミステリー9（テレビ東京）
  - 「ガンリキ 警部補・鬼島弥一」（2012年1月18日） - 田代真帆 役
  - 「監察医・篠宮葉月 死体は語る14」（2014年1月8日） - 下田絵津子 役
  - 「駐在刑事」（2014年4月2日） - 河上京子 役
  - 「信州山岳刑事 道原伝吉4」（2015年10月28日） - 菅井栄子 役
- 家族レッスン 第5話「酔った勢いで…」（2012年3月30日、朝日放送） - 中田恭子 役
- 遺留捜査 第2シリーズ 第2話（2012年7月26日、テレビ朝日） - 立石理沙 役
- ゴーストママ捜査線〜僕とママの不思議な100日〜 最終話（2012年9月15日、日本テレビ） - 三船沙織 役
- でたらめヒーロー（2013年、読売テレビ） - 丹波早苗 役
- だましゑ歌麿III（2013年7月27日、テレビ朝日） - おゆき 役
- BS時代劇 雲霧仁左衛門 第2回「子分の破門」（2013年10月11日、NHK BSプレミアム） - お八重 役
- 私の嫌いな探偵 第7話（2014年2月28日、テレビ朝日） - 豪徳寺真紀 役
- 今夜は心だけ抱いて 第5話（2014年4月1日、NHK BSプレミアム） - 田村雅美 役
- ラスト・ドクター〜監察医アキタの検死報告〜 第1話（2014年7月11日、テレビ東京） - 景子 役
- 三匹のおっさん2〜正義の味方、ふたたび!!〜 第1話（2015年4月24日、テレビ東京） - 竹田由香 役
- BARレモン・ハート 第4話（2015年10月26日、BSフジ）
- 山本周五郎人情時代劇 第4話「お美津簪」（2015年11月10日、BSジャパン） - お紋 役
- 月曜名作劇場「湯けむりバスツアー 桜庭さやかの事件簿7」（2016年5月23日、TBS） - 高根沢薫 役
- 刑事7人 第2シリーズ 第7話（2016年8月31日、テレビ朝日） - 西島あおい 役
- コック警部の晩餐会 第1話（2016年10月20日、TBS） - 安城冴子 役[4]
- アイドル×戦士ミラクルちゅーんず!（2017年4月2日 - 、テレビ東京） - 柚原真弓 役
- マッサージ探偵ジョー 第1話（2017年4月8日、テレビ東京） - 田森優子 役
- 警視庁・捜査一課長 season3 第1話（2018年4月12日、テレビ朝日） - 白田朱音 役
- PTAグランパ2! 最終回（2018年5月27日、NHK BSプレミアム）
- 直撃!シンソウ坂上 再現ドラマ「あさま山荘事件」（2018年6月7日、フジテレビ） - 白田澄江 役
- 日曜プライム 終着駅シリーズ33（2018年6月24日、テレビ朝日） - 七条由香 役
- 江戸前の旬 第11貫（2018年12月23日、BSテレ東） - 愛の母親 役
- 家売るオンナの逆襲 第9話（2019年3月6日、日本テレビ） - 迫田のぞみ 役
- 西村京太郎トラベルミステリー70「十津川警部VS鉄道捜査官・花村乃里子」（2019年3月17日、テレビ朝日） - 小田涼乃 役
- 特捜9 season2 第2話（2019年4月17日、テレビ朝日） - 牧田結 役
- ランウェイ24 第3話（2019年7月28日、ABCテレビ・テレビ朝日） - 高橋みのり 役
- 山村美紗サスペンス 赤い霊柩車38 結婚ゲーム（2020年4月3日、フジテレビ） - 新山加代 役
- 月曜プレミア8（テレビ東京）
  - 「当番弁護士 梶原藤子の事件ファイル」（2020年6月22日） - 大木聡美 役
  - 「警視庁追跡捜査係-交錯-」（2023年8月7日） - 松岡真琴 役
- ポリス×戦士 ラブパトリーナ! 第21話（2020年12月13日、テレビ東京） - 羽守響子 役
- 警視庁ゼロ係〜生活安全課なんでも相談室〜 静岡SP（2021年1月25日、テレビ東京） - 井上美優 役
- ひねくれ女のボッチ飯 第7話（2021年8月13日、テレビ東京） - 住田千絵 役[5]
- ハコヅメ～たたかう!交番女子～ 第7話（2021年9月1日、日本テレビ） - 伊賀崎秀一の妻 役[6]
- 精神分析医 氷室想介の事件簿〜超高層ビル密室殺人の謎〜（2022年2月26日、BS-TBS） -  三浦佳奈 役[7]
- 武士が、マックで店員になった件。第1話（2022年5月18日、関西テレビ） - いえるの母親 役
- ホットスポット 第7話・第8話（2025年2月23日・3月2日、日本テレビ） - 上村貴博の母 役[8]
- 大岡越前8 第3回（2025年6月22日、NHK BS・NHK BSプレミアム4K） - お美津 役

### バラエティ他
- 所さんの日本ジツワ銀行（2001年、日本テレビ） - 準レギュラー
- メンB（2004年10月 - 2005年4月、日本テレビ） - レギュラー
- 上沼恵美子のおしゃべりクッキング（2007年8月13日 - 17日、朝日放送）
- 住まい自分流 〜DIY入門〜（2008年4月 - 2009年3月、NHK教育テレビ）
- 住まい自分流アルファ（2009年4月 - 2011年3月、NHK教育テレビ）
- きょうの料理（2009年4月 - 2010年2月、NHK教育テレビ） - 月1回の「楽しい!手作りスイーツ」にて生徒役
- チュー'sDAYコミックス 侍チュート!（2009年5月26日ほか、毎日放送）
- 朝だ!生です旅サラダ（2009年12月、朝日放送） - マンスリーゲスト（台湾の旅）
- 味わいぶらり旅SP　九州新幹線で行く・満腹グルメツアー（2011年10月20日、RKB毎日放送ほか）
- ミセスマートTV・NEO（2012年3月 - 、テレビ埼玉ほか） - ゲストMC
- ふたり道〜ちょっと役立つ不思議な教習所〜（2013年 - 2014年、BS日テレ） - 教官役
- ラフ'sラボ（フジテレビ） - レギュラー
- NHK高校講座 ベーシック数学（2015年4月 - 2016年2月、NHK Eテレ） - 冴場探偵事務所所長 冴場明子役
- 熱血BO-SO TV（2019年1月12日 - 2020年3月28日、千葉テレビ放送） - 熱血社長秘書
- もしもで考える…なるほど！なっとく塾（2020年3月22日 - 、BSフジ） - 塾生、月1回程度

### ラジオ
- 和巳とまゆのハイパースマイル（2003年10月 - 2004年3月、文化放送）
- ぴちゃラン（2004年4月 - 6月、NACK5）
- マイ・ストーリー（2006年10月8日 - 2007年9月30日、MBSラジオ・TBSラジオ・CBCラジオ）
- 森田健作 青春スピリッツ！（ベイエフエム） - アシスタント

### 映画
- 新 影の軍団シリーズ（2003年）
  - 新 影の軍団 - 菖蒲院 役
  - 新 影の軍団II - 菖蒲院 役 ※OV
  - 新 影の軍団III 地雷火 - 桔梗 役
  - 新 影の軍団IV 地雷火 - 桔梗 役 ※OV
- 伝説のやくざ　最後の博徒（2003年） - 岡中仁美 役
- 予言（2004年） - 宮本美里 役
- I am 日本人（2006年） - 宮本さおり 役
- 電影版 獣拳戦隊ゲキレンジャー ネイネイ!ホウホウ!香港大決戦（2007年） - ラオファン 役
- 壁男（2007年） - 金澤響子 役
- クレーマー　Case2（2008年） - 宮田夏美 役
- ちいさな恋のものがたり（2008年） - 小笠原有希 役
- 交渉人 THE MOVIE タイムリミット高度10,000mの頭脳戦 - 水原理沙 役
- メンゲキ!（2012年1月公開、メディア4） - 赤松広子 役
- ROUTE42（2012年11月、三重県先行公開 / 2013年3月、全国公開）
- 実りゆく（2020年10月9日、彩プロ）[9]
- コーヒーはホワイトで（2024年2月16日、AMGエンタテインメント） - 宇多川瑛子 役[10][11]

### 舞台
- Re-Birth（2004年1月、「劇」小劇場）
- FOOLS（2004年12月、江戸資料館小劇場）
- 月の子供（2005年1月、「劇」小劇場）
- タクラマカン（2006年8月、かでる2・7 / 富良野演劇工場）
- ご存知!夢芝居一座（2006年10月、帝国劇場）
- Mr.レディ Mr.マダム（2007年8月 - 9月、シアターアプル / 大阪厚生年金会館 / フェニックスプラザ / 中日劇場）
- 傑作喜劇! もと夫婦〜バイバイ・ハニー〜（2008年7月5日：おおひら町民ホール / 7月11日・12日：シアターアプル / 7月30日：長野県県民文化会館中ホール / 8月6日 - 13日：北國新聞赤羽ホール / 10月15日：香川県県民ホール / 10月17日：塩尻市文化会館 / 10月18日：調布市グリーンホール）
- 漂流教室 〜大人たちの放課後〜（2009年9月12日 - 20日、よしもとプリンスシアター）
- スーパー・エキセントリック・シアター 全身総タイツ・ミュージカルアクション・オムニバスコメディー タイツマンズ　サザンシアターLIVE「情熱タイツ」（2010年5月13日 - 16日：紀伊國屋サザンシアター）
- 中村美律子 デビュー25周年記念公演・第一部『浪花人情喜劇 高津さんのお恵み』（2011年7月12日 - 31日、大阪・新歌舞伎座）
- ソラオの世界（2013年2月9日 - 17日、東京芸術劇場 シアターウエスト）
- 解体屋！！BARASHIYA―そこは残しておくよ―（2013年6月18日 - 23日、シアターグリーン BIG TREE THEATER）
- Re:verse(リバース)　〜あの瞬間(とき)に戻れたら〜（2014年4月2日 - 6日、本多劇場）
- 危婦人本公演「毒花－DOKKA－」（2015年1月8日 - 13日、下北沢駅前劇場）
- 或る、致し方ない罪に対するやるせない復讐のはじまり（2015年4月2日 - 6日、シアタートラム）
- あっちこっち佐藤さん（2017年8月12日 - 19日、北海道立道民活動センター かでる2・7）

### CMなど
- DDIポケット（1999年）
- アコム（2002年 - 2005年）
- ブラウン 電動ハブラシ（2003年 - ）
- スーパーマックス
  - 自動車コーティング剤「アクアクリスタル」（2004年 - ）
  - MaxMaclyスキンケアシリーズ（2004年 - ）
- 古本市場「夏のキャンペーン」（2004年夏）
- マルちゃん 赤いきつね&緑のたぬき（2004年）
- 章栄不動産（広島）
- 日本LPガス団体協議会 高効率「ガスグリル付こんろ」普及促進キャンペーン・ポスター（2007年秋）
- 森永製菓 甘酒（2011年9月 - ）※芸能人甘酒クラブ（綾小路きみまろ、ダンディ坂野と共に）
- 株式会社メタボリック イースト×エンザイムダイエット（2012年1月 - ）
- LEBEN TOYAMA THE TOWER（2013年1月 - ）
- 司法書士法人 中央事務所（2022年12月 - ）[12][13]

### その他
- 小野真弓のかわいい日本昔話（パチスロ遊技機、2006年）
- CR海百景（パチンコ遊技機、2007年）
- グラドルハーレム（2011年、GREE・image.tv）

## 作品

### 写真集
- スマイル（2003年3月、ワニマガジン社、撮影：木村晴）ISBN 978-4-89829-878-7
- 小野真弓 上巻(ACムック)（2003年6月26日、アスコム、撮影：ビジュアルメディア編集部）ISBN 978-4-7762-0083-3
- 小野真弓 下巻(ACムック)（2003年6月26日、アスコム、撮影：ビジュアルメディア編集部）ISBN 978-4-7762-0084-0
- Love Maui（2003年9月19日、集英社、撮影：根本好伸）ISBN 978-4-08-780384-6
- CHEER!(SHOXX2004年2月号増刊)（2003年12月16日、音楽専科社）ISBN 978-4872791457
- Ya-cchatta（2004年3月31日、集英社、撮影：新井哲治）ISBN 978-4-8342-5214-9
- フクワライ（2004年10月26日、ワニブックス、撮影：渡辺達生）ISBN 978-4-8470-2830-4
- Xin Chao（2005年4月、音楽専科社、撮影：矢西誠二）ISBN 978-4-87279-181-5
- スマイル 2（2005年11月23日、ワニマガジン社、撮影：橋本雅司）ISBN 978-4-89829-499-4
- HISUI(ひすい)（2007年1月31日、アスコム、撮影：井ノ元浩二）ISBN 978-4-7762-0383-4
- ONO no KOMACHI（2007年9月14日、ワニブックス、撮影：渡辺達生）ISBN 978-4-8470-4038-2
- オノマユ-Mayumi Ono PERFECT MAGAZINE(Gakken Mook BOMB SPECIAL EDITION)（2008年5月、学研）ISBN 978-4-05-604689-2
- 内緒（2008年10月28日、ワニブックス、撮影：渡辺達生） ISBN 978-4-8470-4145-7
- Love Contact（2009年4月、彩文館出版、撮影：矢西誠二、小林利史）ISBN 978-4-7756-0387-1
- Veil(ベール)（2009年11月15日、ワニブックス、撮影：渡辺達生）ISBN 978-4-8470-4218-8[14]
- 29（2010年11月27日、ワニブックス、撮影：渡辺達生）ISBN 978-4-8470-4330-7
- Switch（2011年10月27日、ワニブックス、撮影：渡辺達生）ISBN 978-4-8470-4403-8

### エッセイ
- エガオノモト（2004年9月、アスコム）ISBN 978-4-7762-0176-2

### CD

#### シングル
- 春（2004年3月17日、日本クラウン）
- シーソー（2004年9月15日発売、日本クラウン）
- winter special edition（2004年11月25日、日本クラウン）
- アイノチカラ（2005年6月22日、日本クラウン）

#### アルバム
- SMILE（2005年3月16日、日本クラウン）※初回限定版（DVD付き）と通常版を同時発売

#### その他
- シングル・リアリー・オムレット・パズル「Over Night」（1999年12月23日、ABSORD MUSIC JAPAN）
- コンピレーションアルバム・「PANAM」（2004年6月23日、日本クラウン）※Disc2・18曲目に「春」収録
- シングル・森田健作「約束」（2005年7月19日、SOUND MISSION）※カップリングに「アイノチカラ（チアバージョン）」収録
- CD+DVD・ Voice of Sun Music「FOREVER FRIENDS〜心に太陽を！〜」（サンミュージック所属タレント総登場のチャリティーソング）

### DVD

#### イメージビデオ
- 小野真弓Astraia（2003年6月6日発売、RAIN）
- love again! mayumi ono. （2003年7月11日、集英社WPBオリジナル）
- は・じ・め・ての屋久島（2004年2月26日、ハピネット・ピクチャーズ）※「モリノキオク」メイキング映像
- ono mayumi photosynthesis（2004年4月21日、ポニーキャニオン）※PSP用UMDソフトでも発売
- ono mayumi re:action（2004年4月28日、ポニーキャニオン）
- my favorite blue（2004年9月15日、日本クラウン）※音楽PV集
- Mayumi in 7 COLORS（2004年12月21日、ハピネット・ピクチャーズ）※「引越しの日に出会った」メイキング映像
- Oberon〜オベロン〜（2005年[2月16日、ネオプレックス）
- re:action2 まほうの笑顔（2005年11月2日、ポニーキャニオン）
- 小野真弓 overture（2005年11月25日、ポニーキャニオン） ※HD DVDでも発売
- SING　（2005年12月14日、日本クラウン）※音楽PV集
- ミンティエンジェン-メイキング 初めての香港（2005年12月22日、ハピネット・ピクチャーズ）※「ミンティエンジェン」メイキング映像
- ザテレビジョンDVD　小野真弓naked smile（2006年9月15日、角川ザテレビジョン）
- memoire（2007年2月21日、リバプール）
- 'aka'aka（2007年11月20日、ワニブックス）
- Beach Angels 小野真弓 in ハミルトン島（2008年2月27日、vap）

ブルーレイディスク版が2009年3月25日発売。
- LOVE SIGN （2008年12月19日、ワニブックス）
- malolo （2009年3月27日、竹書房）
- essence（2010年1月22日、ワニブックス）
- hadairo（2011年2月10日、ワニブックス）
- I Wish （2011年7月29日、竹書房）
- スイッチONo!（2011年11月25日、ワニブックス）

#### 主演ドラマ
- モリノキオク（2004年2月26日、ハピネット・ピクチャーズ）
- 引越しの日に出会った（2004年12月21日、ハピネット・ピクチャーズ）
- ミンティエンジェン（2005年12月22日、ハピネット・ピクチャーズ）

### デジタル写真+ムービー作品集
- 「恋日和」小野真弓（2011年5月5日、ファンプラス・GザテレビジョンPLUS配信、撮影：石川信介）
- 「恋文」小野真弓（2011年6月5日、ファンプラス・GザテレビジョンPLUS配信、撮影：石川信介）

### トレーディングカード
- 「サンミュージックアイドルカードコレクション」（共演：猪浦里沙、鎗田彩野、田川惠里、藤井真喜子）2003年3月発売
- ボムカードハイパー「小野真弓〜プライベートタイム〜」2004年6月発売
- ボムカードハイパー「小野真弓2〜ピュアホワイト〜」2005年2月発売
- ボムカードハイパー「小野真弓3〜ゴールデンシャワー〜」2006年3月発売
- ボムカードハイパー「小野真弓4」2007年3月発売
- ボムカードハイパー「小野真弓5」2008年3月発売
- プロデュースハイパー「小野真弓6〜メロー〜」2009年3月発売
- プロデュースプレミアム「小野真弓7」2010年3月発売